# Beggistock
Beggistock är en bergstopp i Schweiz. Den ligger i kantonen Glarus, i den östra delen av landet, 110 km öster om huvudstaden Bern. Toppen på Beggistock är 2 634 meter över havet.